# Kirnasia nesisi
Kirnasia nesisi is een garnalensoort uit de familie van de Disciadidae. De wetenschappelijke naam van de soort is voor het eerst geldig gepubliceerd in 1988 door Burukovsky.